# Expresividad (genética)
En genética, la expresividad genética es un método de cuantificación de la variación en la expresión de un fenotipo en los individuos que presentan el genotipo al que está asociado ese fenotipo. Es igual a la proporción de portadores de un genotipo que presentan variaciones en la expresión de un gen frente a todos los individuos que expresan el genotipo completo asociado al gen. Las diferencias en la expresión de algunos genes suelen producirse por mecanismos epigenéticos, que son los encargados de modelar la respuesta de nuestros genes a los cambios producidos por el ambiente.

## Expresividad genética variable
La expresividad genética variable aparece cuando un fenotipo se expresa en un grado diferente entre individuos que presentan el mismo genotipo. Por ejemplo, individuos con el mismo alelo en un gen implicado en un carácter cuantitativo, como la altura, pueden tener diferencias considerables (algunos son más altos que otros), haciendo la predicción del fenotipo asociado a un único genotipo difícil.
La expresión de un gen puede ser modificada por el envejecimiento, por otros loci, o por el ambiente. un buen ejemplo de esto es la Neurofibromatosis, en la que pacientes con la misma mutación presentan síntomas diferentes de la enfermedad.